# Puchar Świata w kombinacji norweskiej 1998/1999
Sezon 1998/1999 Pucharu Świata w kombinacji norweskiej rozpoczął się 21 listopada 1998 w fińskim Rovaniemi, zaś ostatnie zawody z tego cyklu zaplanowano w polskim Zakopanem, 21 marca 1999 roku. 
Zawody odbyły się w 12 krajach: Austrii, Czechach, Finlandii, Francji, Niemczech, Norwegii, Polsce, Słowacji, Szwajcarii, Szwecji, USA i Włoszech.
Obrońcą Pucharu Świata był Norweg Bjarte Engen Vik. W tym sezonie ponownie triumfował Vik, wygrywając 9 z 17 zawodów.

## Kalendarz i wyniki
| 1.  | 21 listopada 1998 | Rovaniemi           | Gundersen                                                                  | Hannu Manninen                                                             | Bjarte Engen Vik                                                           | Todd Lodwick                                                               |                                                                            |                                                                            |
| 2.  | 24 listopada 1998 | Rovaniemi           | Sprint                                                                     | Hannu Manninen                                                             | Samppa Lajunen                                                             | Bjarte Engen Vik                                                           |                                                                            |                                                                            |
| 3.  | 27 listopada 1998 | Lillehammer         | Gundersen                                                                  | Bjarte Engen Vik                                                           | Ladislav Rygl                                                              | Hannu Manninen                                                             |                                                                            |                                                                            |
| 4.  | 29 listopada 1998 | Lillehammer         | Sprint                                                                     | Hannu Manninen                                                             | Felix Gottwald                                                             | Bjarte Engen Vik                                                           |                                                                            |                                                                            |
| 5.  | 10 grudnia 1998   | Steamboat Springs   | Sprint                                                                     | Hannu Manninen                                                             | Bjarte Engen Vik                                                           | Felix Gottwald                                                             |                                                                            |                                                                            |
| 6.  | 12 grudnia 1998   | Steamboat Springs   | Gundersen                                                                  | Bjarte Engen Vik                                                           | Hannu Manninen                                                             | Felix Gottwald                                                             |                                                                            |                                                                            |
| 7.  | 29 grudnia 1998   | Oberwiesenthal      | Sprint                                                                     | Hannu Manninen                                                             | Kenneth Braaten                                                            | Samppa Lajunen                                                             |                                                                            |                                                                            |
| 8.  | 3 stycznia 1999   | Schonach            | Gundersen                                                                  | Bjarte Engen Vik                                                           | Jaakko Tallus                                                              | Samppa Lajunen                                                             |                                                                            |                                                                            |
| 9.  | 9 stycznia 1999   | Szczyrbskie Jezioro | Gundersen                                                                  | Bjarte Engen Vik                                                           | Kenneth Braaten                                                            | Felix Gottwald                                                             |                                                                            |                                                                            |
| 10. | 16 stycznia 1999  | Liberec             | Gundersen                                                                  | Bjarte Engen Vik                                                           | Hannu Manninen                                                             | Felix Gottwald                                                             |                                                                            |                                                                            |
| 11. | 24 stycznia 1999  | Sankt Moritz        | Sprint                                                                     | Bjarte Engen Vik                                                           | Hannu Manninen                                                             | Kenneth Braaten                                                            |                                                                            |                                                                            |
| 12. | 26 stycznia 1999  | Val di Fiemme       | Gundersen                                                                  | Bjarte Engen Vik                                                           | Samppa Lajunen                                                             | Knut Tore Apeland                                                          |                                                                            |                                                                            |
| 13. | 30 stycznia 1999  | Chaux-Neuve         | Gundersen                                                                  | Samppa Lajunen                                                             | Todd Lodwick                                                               | Ladislav Rygl                                                              |                                                                            |                                                                            |
| MŚ  | 19-28 lutego 1999 | Ramsau              | Kombinacja norweska na Mistrzostwach Świata w Narciarstwie Klasycznym 1999 | Kombinacja norweska na Mistrzostwach Świata w Narciarstwie Klasycznym 1999 | Kombinacja norweska na Mistrzostwach Świata w Narciarstwie Klasycznym 1999 | Kombinacja norweska na Mistrzostwach Świata w Narciarstwie Klasycznym 1999 | Kombinacja norweska na Mistrzostwach Świata w Narciarstwie Klasycznym 1999 | Kombinacja norweska na Mistrzostwach Świata w Narciarstwie Klasycznym 1999 |
| 14. | 6 marca 1999      | Lahti               | Gundersen                                                                  | Samppa Lajunen                                                             | Bjarte Engen Vik                                                           | Sebastian Haseney                                                          |                                                                            |                                                                            |
| 15. | 11 marca 1999     | Falun               | Sprint                                                                     | Ladislav Rygl                                                              | Kenji Ogiwara                                                              | Hannu Manninen                                                             |                                                                            |                                                                            |
| 16. | 12 marca 1999     | Oslo                | Gundersen                                                                  | Bjarte Engen Vik                                                           | Hannu Manninen                                                             | Kenji Ogiwara                                                              |                                                                            |                                                                            |
| 17. | 21 marca 1999     | Zakopane            | Gundersen                                                                  | Bjarte Engen Vik                                                           | Satoshi Mori                                                               | Ladislav Rygl                                                              |                                                                            |                                                                            |

## Klasyfikacje
| Lp.   | Zawodnik            | Punkty |
| 1.    | Bjarte Engen Vik    | 2035   |
| 2.    | Hannu Manninen      | 1667   |
| 3.    | Ladislav Rygl       | 1140   |
| 4.    | Felix Gottwald      | 1080   |
| 5.    | Samppa Lajunen      | 986    |
| 6.    | Kenneth Braaten     | 979    |
| 7.    | Kenji Ogiwara       | 977    |
| 8.    | Todd Lodwick        | 898    |
| 9.    | Fred Børre Lundberg | 887    |
| 10.   | Dmitrij Sinicyn     | 881    |
| . . . |                     |        |
| 75.   | Kazimierz Bafia     | 3      |

| Lp.   | Zawodnik          | Punkty |
| 1.    | Norwegia          | 5139   |
| 2.    | Finlandia         | 4051   |
| 3.    | Japonia           | 2551   |
| 4.    | Austria           | 2447   |
| 5.    | Rosja             | 2048   |
| 6.    | Niemcy            | 1780   |
| 7.    | Czechy            | 1768   |
| 8.    | Szwajcaria        | 1464   |
| 9.    | Francja           | 1403   |
| 10.   | Stany Zjednoczone | 1017   |
| . . . |                   |        |
| 14.   | Polska            | 3      |